# 瓦圖萊萊島

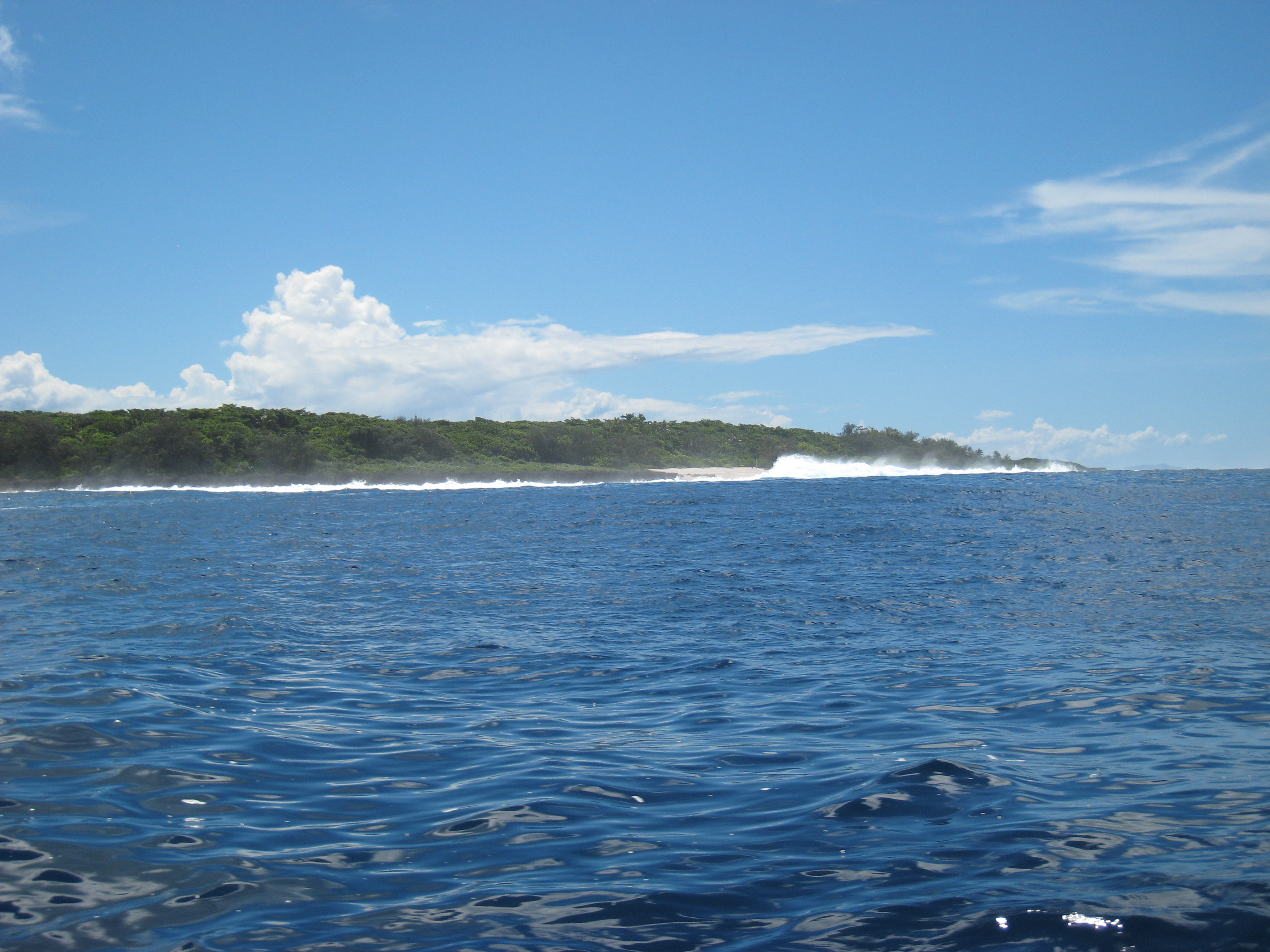
瓦圖萊萊島

瓦圖萊萊島（發音：[βatuˈlele]）是斐濟的島嶼，位於維提島以南30公里的太平洋南部海域，面積32平方公里，最高點海拔高度34米，主要經濟活動有農業和旅遊業，2007年人口950。
18°50′S 178°03′E / 18.833°S 178.050°E